# Коттеджинг

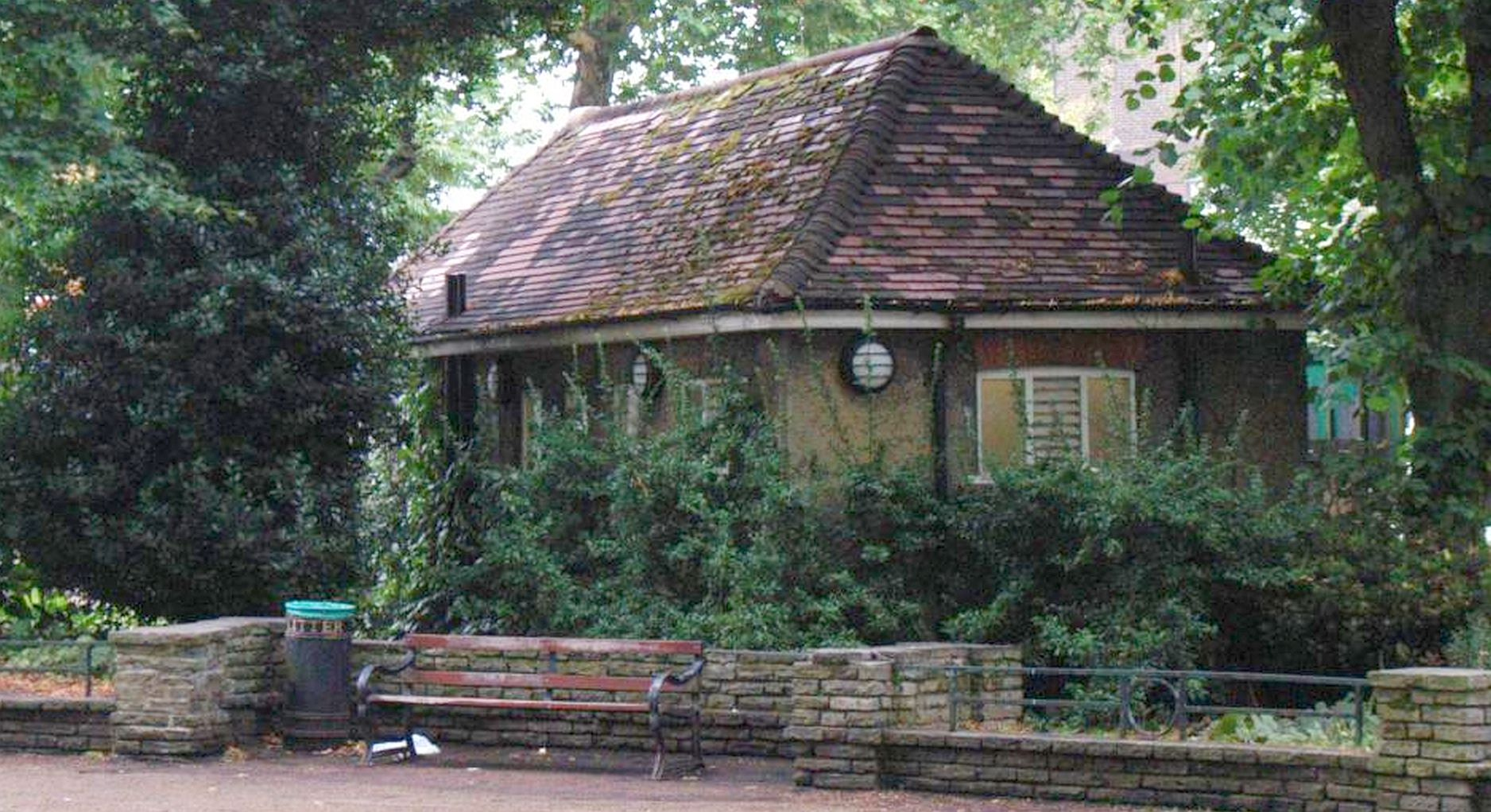
Общественный туалет в лондонском парке (район Камден), внешне похожий на небольшой коттедж

Котте́джинг (от англ. cottaging) — слово из сленга британских геев, указывающее на анонимный секс между мужчинами в общественном туалете или на договаривающихся в туалете о сексе в другом месте.
Слово «коттеджинг» преимущественно британское, хотя иногда использовалось с тем же значением в других частях мира.
Не только в Великобритании, но и ряде других стран сексуальные действия в общественных туалетах считаются правонарушением[уточнить].

## Этимология
Слово «коттедж» во время Викторианской эпохи стало использоваться в Великобритании для обозначения отдельно стоящих общественных туалетов, которые своим внешним видом напоминают небольшие коттеджи. К 1960 году такое название туалетов превратилось исключительно в гомосексуальный сленг. Хотя это слово в этом смысле встречается и в других частях мира, но преимущественно используется в Великобритании. Например, среди американских геев общественные туалеты называют «чайные комнаты» (англ. tea rooms).

## Расположение
«Коттеджи» обычно находятся в местах с большим количеством людей — автовокзалы, железнодорожные вокзалы, аэропорты, университетские городки. Часто в стенках между кабинами сверлили отверстия. Для сообщения человеку в соседней кабинке о намерении и характере контакта использовали условные сигналы ногами. В некоторых интенсивно используемых «коттеджах» развивался свой этикет — наблюдатель мог предупреждать, если заходил обычный посетитель.
С 1980-х годов всё больше людей из администраций стали более осведомлены о существовании секса в «коттеджах», находящихся под их юрисдикцией. В некоторых случаях была уменьшена высота дверей кабинок или даже они были полностью удалены. При этом перегородки между кабинками удлинили до самого пола, чтобы предотвратить передачу сигналов ногами.

## «Коттеджи» как места для встреч
До широкого ЛГБТ-движения «коттеджи» были среди тех немногих мест, где слишком молодые люди, которых из-за возраста не пускали в гей-бары, могли познакомиться с людьми, которые наверняка были геями. Многие, если не большинство, геев и бисексуальных мужчин в то время, в отличие от наших дней, были одиноки, не было почти никаких публичных гей-сообществ для тех, кто не достиг возраста, после которого законом разрешено покупать алкоголь. С развитием Интернета секс непосредственно в общественном туалете утратил популярность.
Анонимные сексуальные контакты чрезвычайно опасны, так как несут большие риски заражения болезнями, передающимися половым путём, особенно в случае незащищённого секса без использования презервативов.

## Правовой статус
Традиционно в Великобритании общественный гей-секс часто служил причиной обвинения и осуждения за «грубую непристойность». Закон о половых преступлениях 1967 года разрешает гомосексуальные контакты по согласию для тех, кто старше 21 года, и при соблюдении приватности («при закрытых дверях»). В законе отдельно оговорено, что нахождение в общественных туалетах даже при запертых кабинках не является соблюдением требования «приватности». Закон о половых преступлениях 2003 года трактует эти действия как «непристойное поведение». Во многих случаях, когда дело доходило до суда, возникал вопрос о провокациях. Тайные агенты полиции, выдавая себя за гомосексуалов, пытались соблазнить других людей, которых затем арестовывали за непристойное поведение.

## Коттеджинг в культуре
- В фильме «Будь собой» (1998 год), снятом по пьесе «What’s Wrong With Angry?» (1992 год), одной из главных тем является знакомство через коттеджинг[17].
- Пьеса Чума над Англией (англ. Plague Over England) (премьера в 2008 году) основана на истории ареста и осуждения за коттеджинг известного английского актёра Джона Гилгуда[18].
- В сериале «Шёлк» в третьей серии первого сезона главная героиня берётся защищать подростка, застигнутого при коттеджинге.
- В фильме «Великая свобода» главный герой попадает в тюрьму за то, что он занимался сексом с мужчинами в общественных туалетах (в начале фильма представлено несколько сцен секса в туалете).

В настоящее время сексуальные сцены с использованием отверстий в стенках часто появляются в порнографических и эротических фильмах. Встречаются подобные сцены и в музыкальных клипах.